# Eisenbahnunfall von Braunsdorf
Bei dem Eisenbahnunfall von Braunsdorf (auch bekannt als Harrasfelsenunglück oder Unfall am Haustein) fuhr am 14. Dezember 1913 ein Zug, der auf der Bahnstrecke Roßwein–Niederwiesa von Frankenberg (Sachsen) nach Braunsdorf unterwegs war, in Geröllmassen, die kurz zuvor nach einem Bergrutsch am Harrasfelsen das Südportal des Harrastunnels teilweise verschüttet hatten. 10 Menschen kamen in Folge des Unfalls ums Leben.

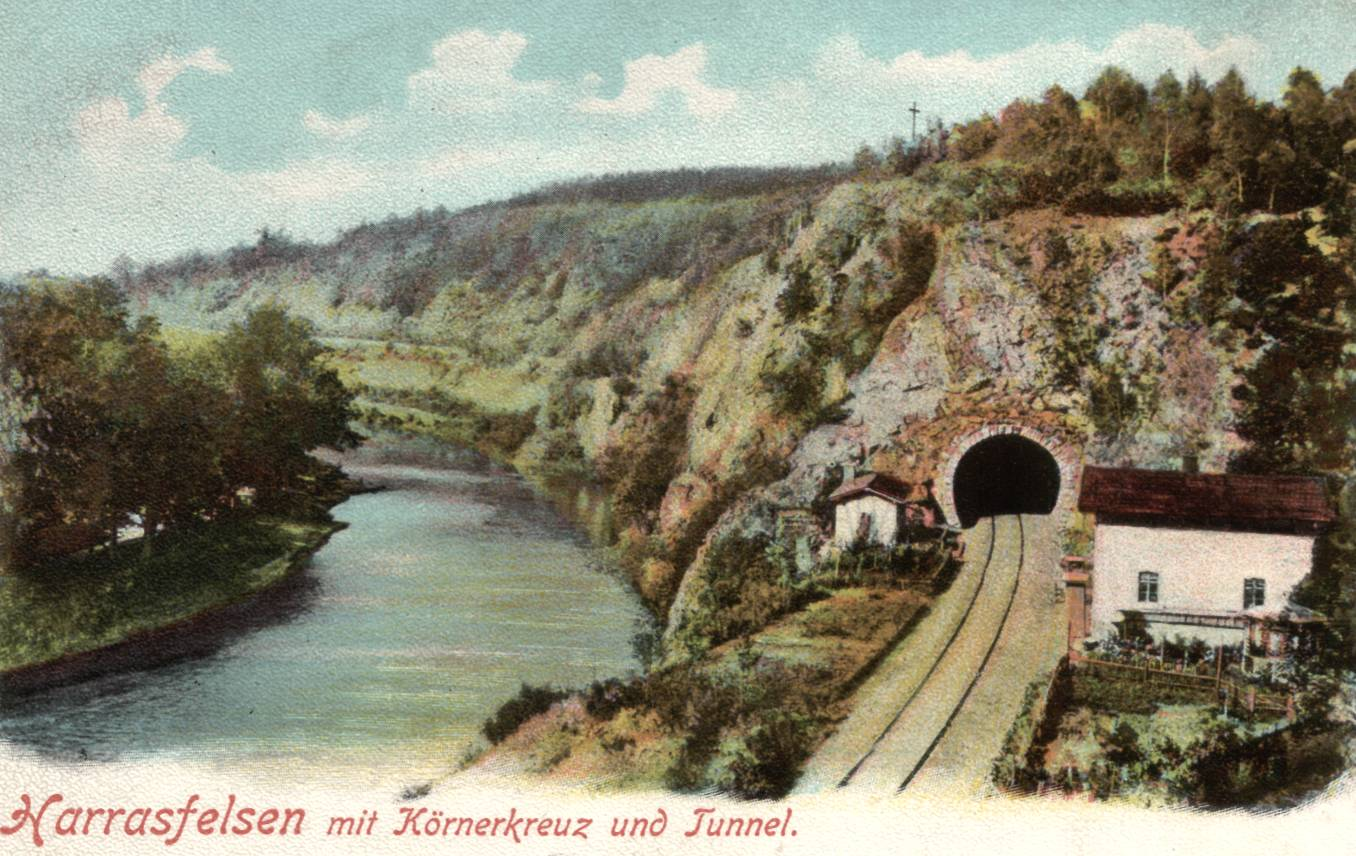
Harrastunnel um 1905

Baugleiche Lokomotive der Baureihe IV T, wie sie an der Spitze des verunglückten Zuges lief.

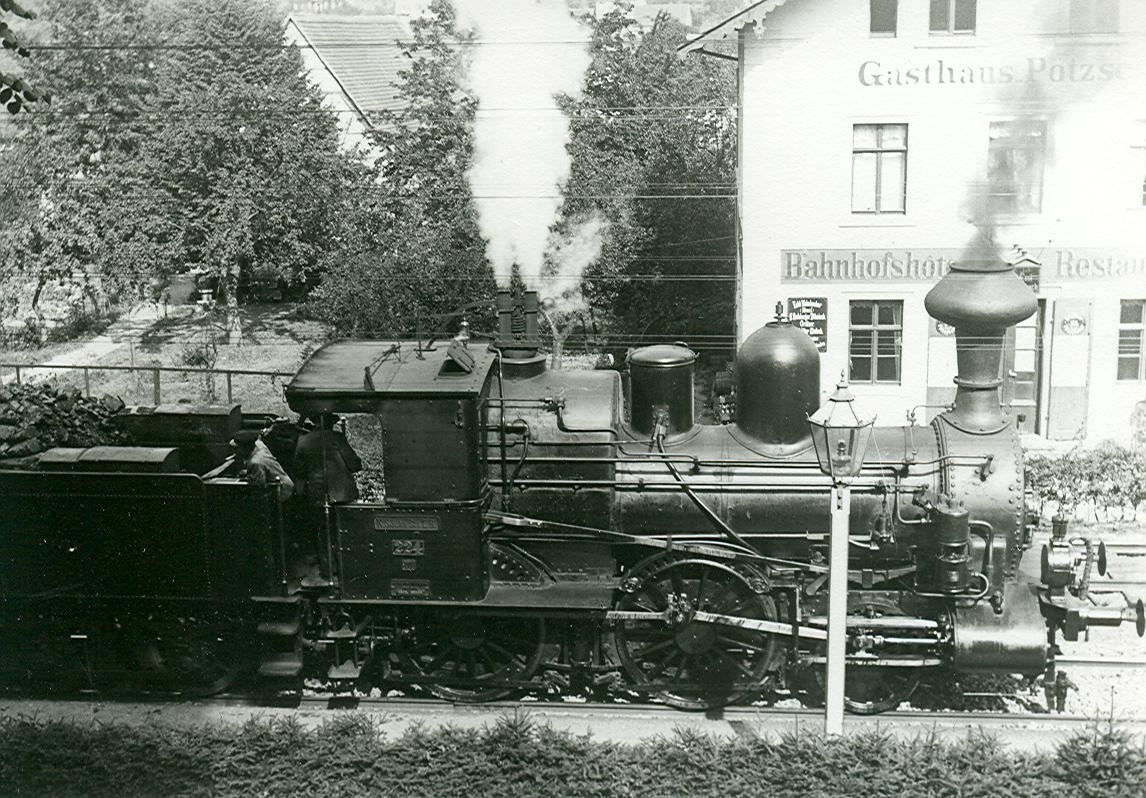
Eine Lokomotive der Baureihe IIIb, wie sie als zweite Lokomotive in den Zug eingestellt war.

## Ausgangslage
Die Bahnstrecke Roßwein–Niederwiesa, damals der Königlich Sächsischen Staatseisenbahnen, führt zwischen Frankenberg und Braunsdorf bei Streckenkilometer 32,62 durch den 86 Meter langen Harrastunnel. Der zuständige Streckenwärter bewohnte ein Haus, das, etwas abseits des Tunnels, ungefähr in der Mitte des von ihm zu begehenden Streckenabschnitts stand. An diesem Abend entlud sich ein Wintergewitter mit starkem Schneefall. Er war deshalb gegen 20:45 Uhr den Tunnel abgegangen und hatte alles ordnungsgemäß vorgefunden.
Noch gegen 21:15 Uhr hatte der Zug Nr. 1413 den Tunnel anstandslos passiert. Unmittelbar vor dem Unfall lösten sich vom Harrasfelsen ca. 100 m³ Gestein, die den südlichen Ausgang des Tunnels blockierten, ohne ihn ganz zu verschütten. Wohl aufgrund des Gewitters wurde dies aber weder von dem Bahnwärter noch von seiner Familie wahrgenommen. Ursache des Erdrutsches war, dass das Gestein des Harrasfelsens stark zerklüftet war, die Sedimente in den Klüften schon über längere Zeit durch Sickerwasser gelöst wurden und durch den Niederschlag während des Gewitters endgültig als Halt für das Gestein versagten: Es geriet ins Rutschen.
Auf der Strecke verkehrte hier kurz nach 22:15 Uhr als letzter Zug des Abends der Personenzug Nr. 1414 von Frankenberg nach Chemnitz. Gezogen wurde er von zwei Dampflokomotiven: Führend war Lok 1727, eine Lokomotive der Baureihe IV T (später: 71 322). Ihr folgte die IIIb Nr. 351. Die vorderen Personenwagen des Zuges waren nur schwach mit Passagieren besetzt. Insgesamt sollen es etwa 15 Wagen gewesen sein – die Angaben dazu schwanken je nach Quelle.

## Unfallhergang
Als im Bahnhof Braunsdorf das Einfahrsignal für den Zug gezogen wurde, ging das ohne Probleme, allerdings „klemmte“ das zugehörige Vorsignal. Der verantwortliche Fahrdienstleiter von Braunsdorf nahm an, dass die Mechanik auf dem sehr viel längeren Weg bis zum Vorsignal, das sich auf der von Braunsdorf abgewandten Seite des Tunnels befand, durch den Frost festgefroren war. Mit zwei Mann gelang es, den entsprechenden Hebel umzulegen. Der Fahrdienstleiter will anschließend auch noch die Lichter des Zuges vor dem Tunnel gesehen haben.
Die Lokomotivführer beider Maschinen bemerkten, dass das Vorsignal nicht „Fahrt frei erwarten“ zeigte. Je nach Quelle ist von einem nur halb gestellten oder einem „Halt erwarten“ zeigenden Signal die Rede. Beide Lokomotivführer bremsten. Allerdings erkannte einer der Lokführer auch das „Fahrt frei“ zeigende Einfahrsignal für Braunsdorf auf der anderen Seite des Tunnels. Kurz darauf bemerkte der Lokomotivführer der vorderen Lokomotive, dass das Ausgangslicht des Tunnels verschwunden war. Trotz bereits verringerter Geschwindigkeit und sofort eingeleiteter Notbremsung beider Lokomotiven prallte der Zug auf die Gesteinsmassen am Tunnelausgang mit etwa 50–55 km/h auf. Durch die damit verbundene starke Erschütterung stürzte weiteres Gestein nach.
Die führende Lokomotive wurde beim Auffahren auf den Gesteinsschutt von der folgenden Masse des Zuges bis zum Tunnelscheitel hochgedrückt und erreichte mit ihrer Front noch den Tunnelausgang. Die Lokomotiven, sehr viel stabiler als die nachfolgenden Personenwagen mit Wagenkästen aus Holz, wurden dabei nicht einmal stark beschädigt, nur ihre Puffer und Laternen brachen ab und es gab Blechschäden. Die zweite Lok und die ersten Personenwagen wurden ebenfalls angehoben. Die Wagen schoben sich zum Teil so ineinander, dass die Gesamtlänge des Zuges von 150 auf 100 Meter schrumpfte. Sieben Wagen wurden völlig zertrümmert, weitere beschädigt. Nur die letzten drei blieben unbeschädigt im Gleis stehen.

## Folgen

### Unmittelbare Folgen
Der Unfall forderte 10 Tote, davon mindestens vier unmittelbar im Unfallgeschehen, 6 erlagen wohl später ihren Verletzungen. Darüber hinaus wurden 53 Menschen verletzt (nach anderen Quellen: 60).

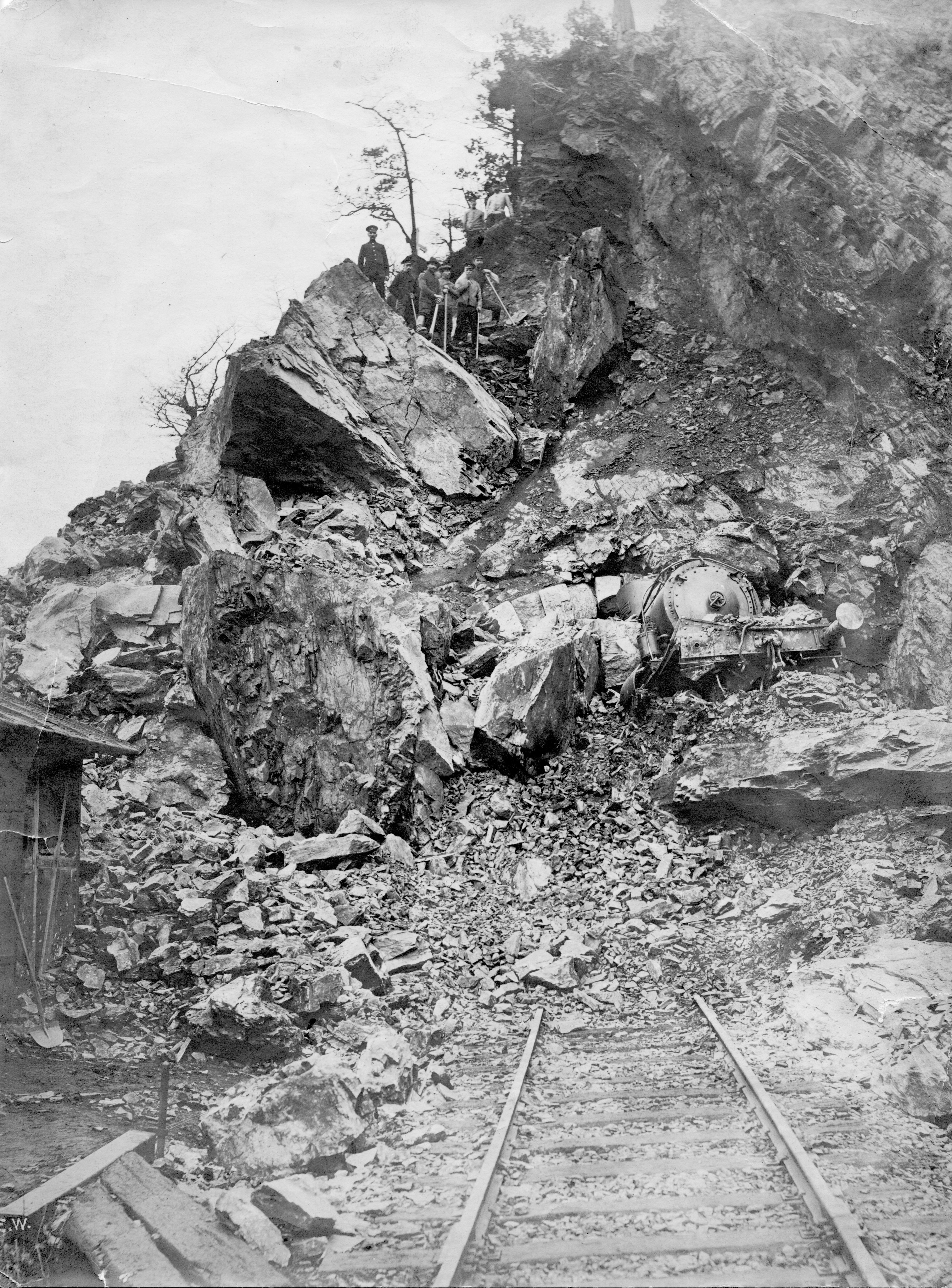
Eisenbahnunfall am Harrasfelsen zwischen Frankenberg (Sachsen) und Braunsdorf am 14. Dezember 1913

Die Rettungsarbeiten im Tunnel gestalteten sich schwierig. Zerborstene Gaslichtleitungen ließen zunächst nur eine Bergung im Dunkeln zu und der Tunnel war weitestgehend mit Trümmern gefüllt. Hilfe kam als erstes von der Braunsdorfer und Frankenberger Feuerwehr, einer Sanitätskolonne Freiwilliger des Roten Kreuzes, von Sanitätspersonal der Frankenberger 4. Kompanie des Trainbataillons Nr. 19 und von örtlichen Ärzten. Diese wurden später durch weitere herbeigerufene Ärzte unterstützt. Der Fahrdienstleiter von Braunsdorf forderte um 22:44 Uhr den Hilfszug an. Die Meldung erreichte um 22:50 Uhr den Hauptbahnhof Chemnitz und der Hilfszug verließ den Bahnhof Chemnitz um 23:31 Uhr. Diesem folgten zwei weitere Züge aus Hainichen und Leipzig. Noch in der Nacht reiste der Präsident der Staatsbahn,  Richard Ulbricht, aus Dresden an. Gegen 4 Uhr morgens waren alle Überlebenden gerettet. Mittlerweile rutschte erneut Gestein nach, so dass der Tunnel nur noch von der Frankenberger Seite aus begangen werden konnte. Am 16. Dezember konnten die letzten Trümmer der Personenwagen und die hintere Lokomotive aus dem Tunnel geborgen werden. Am 17. Dezember wurde der Ausgang auf Braunsdorfer Seite wieder geöffnet und am 20. Dezember die vordere Lokomotive aus der Unfallstelle geborgen. Am gleichen Tag besuchte Ernst von Seydewitz, als sächsischer Finanzminister auch zuständig für die Staatsbahn, mit einem Sonderzug die Unfallstelle. Am 23. Dezember wurde mittags mit dem Zug Nr. 1407 aus Richtung Chemnitz der Bahnbetrieb über die Unfallstelle wieder aufgenommen. Bis dahin wurde der Personenverkehr mit Omnibussen als Schienenersatzverkehr auf der Straße um die Unfallstelle herum geleitet.
Der Unfall gehört noch heute zu den zehn schwersten Eisenbahnunfällen Sachsens. Der Sachschaden an den Fahrzeugen belief sich auf ca. 27.000 Mark, an Verletzte und Hinterbliebene zahlte die Staatsbahn zunächst rund 46.000 Mark.

### Juristische Aufarbeitung
Einer der bei dem Unfall Verletzten, ein Maschinenbauschüler und späterer Vorarbeiter, gab sich nicht mit einer Abfindung zufrieden und klagte auf Schadenersatz gegen die Königlich Sächsischen Staatseisenbahnen durch alle Instanzen. Er verlangte nicht nur eine höhere Entschädigung, sondern auch 2.880 Mark jährliche Rente und Schmerzensgeld. Das Landgericht Dresden 1914 und das Königliche Oberlandesgericht Dresden in zweiter Instanz 1917 wiesen die Klage ab und begründeten dies damit, dass der Unfall durch ein unabwendbares Ereignis ausgelöst wurde, also durch höhere Gewalt, die Bahn deshalb nicht schuldhaft gehandelt habe, also auch nicht hafte.
Das Reichsgericht dagegen befand, dass die Staatsbahn aufgrund der dem Eisenbahnbetrieb innewohnenden Betriebsgefahr haften könne, auch wenn der Bahn kein schuldhaftes Handeln anzulasten war und verwies das Verfahren an das Oberlandesgericht zurück. Dieses bejahte im März 1918 für einen Teil der geltend gemachten Forderungen im Grundsatz eine Haftung der Bahn aus Betriebsgefahr und verwies den Prozess wegen der Höhe der Entschädigung an das Landgericht zurück. Die Staatsbahn legte gegen diese Entscheidung Revision ein, die das Reichsgericht aber im September 1918 zurückwies. Hinsichtlich der durch das Oberlandesgericht noch nicht entschiedenen Ansprüche auf Schmerzensgeld und dauerhafte Behinderung kam es zu einem weiteren Prozess vor dem Oberlandesgericht. Weil der Kläger eine dauerhafte Behinderung nicht nachweisen konnte, wurde die Klage in diesem Punkt zurückgewiesen. Für einen Schmerzensgeldanspruch hätte er ein Verschulden der Staatsbahn beweisen müssen. Das aber gelang ihm nicht. Mit Urteil vom 4. Dezember 1919 wurde die Klage abgewiesen. 1920 verglichen sich die Parteien: Gegen eine Abfindung von 35.000 Mark und die Übernahme der Prozesskosten durch den Staat verzichtete der Kläger darauf, Ansprüche geltend zu machen.